# تناوب پیزانو

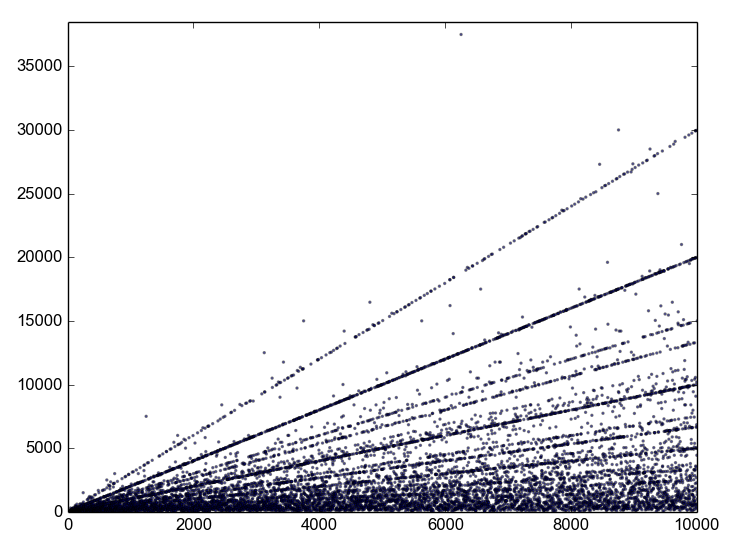
نموداری از ۱۰۰۰۰ تناوب اول پیزانو.

در نظریه اعداد، n امین تناوب پیزانو که به صورت (n){\displaystyle \pi } نوشته می‌شود، تابع متناوبی است که با آن دنباله اعداد فیبوناچی که از هم نهشتی n ام گرفته شده، تکرار می‌شود. دوره‌های پیزانو به نام لئوناردو پیزانو که بیشتر به نام فیبوناچی شناخته می‌شود، نامگذاری شده است. وجود توابع تناوبی در اعداد فیبوناچی توسط جوزف لوئیس لاگرانژ در سال ۱۷۷۴ مورد توجه قرار گرفت.

## تعریف
اعداد فیبوناچی اعداد موجود در دنباله اعداد صحیح به شرح زیر هستند:
۰, ۱, ۱, ۲, ۳, ۵, ۸, ۱۳, ۲۱, ۳۴, ۵۵, ۸۹, ۱۴۴, ۲۳۳, ۳۷۷, ۶۱۰, ۹۸۷, ۱۵۹۷, ۲۵۸۴, ۴۱۸۱, ۶۷۶۵, ۱۰۹۴۶, ۱۰۹۴۶ … (دنباله A000045 در OEIS)

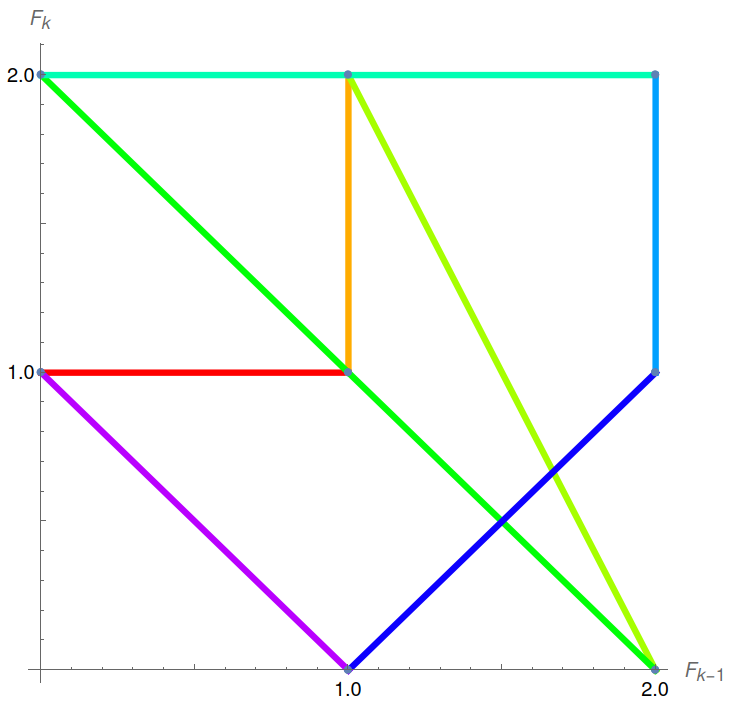
برای n = ۳، نمودار بالا تجسم دوره پیزانو در فضای حالت دو بعدی رابطه بازگشتی است. محورها را می‌توان «قبلی» و «جاری» نامید. حرکت در نقطه (قبلی، فعلی) = (۰، ۱) با رنگ قرمز آغاز می‌شود و سپس از طریق رنگ‌های رنگین کمان در نهایت به (۱، ۰) می‌رسد و سپس به (۰، ۱) بازمی‌گردد؛ یعنی (۳)' = ۸.

که با رابطه بازگشتی به صورت زیر تعریف شده است:
{\displaystyle F_{0}=0}
{\displaystyle F_{1}=1}
{\displaystyle F_{i}=F_{i-1}+F_{i-2}.}

برای هر عدد صحیح n، دنباله اعداد فیبوناچی Fi گرفته شده از هم نهشتی nام به صورت تناوبی است.

تناوب پیزانو که به شکل (n){\displaystyle \pi } نشان داده می‌شود، طول تناوب در این دنباله است. به عنوان مثال، دنباله اعداد فیبوناچی با هم نهشتی ۳ به صورت زیر است:
۰، ۱، ۱، ۲، ۰، ۲، ۲، ۱، ۰، ۱، ۱، ۲، ۰، ۲، ۲، ۱، ۰، ۱، ۱، ۲، ۰، ۲، ۲، ۱، ۰، … (دنباله A082115 در OEIS)
این دنباله دارای تناوب ۸ است، بنابراین ۸ = (3){\displaystyle \pi }.

## یادداشت
1. ↑  Weisstein, Eric W. "Pisano Period". MathWorld.
2. ↑  On Arithmetical functions related to the Fibonacci numbers.

## لینک‌های دیگر
- مدول دنباله فیبوناچی m
- تحقیقی برای اعداد فیبوناچی
- دنباله فیبوناچی با q, r مدول m شروع می‌شود
  - Fibonacci Mystery - Numberphile در یوتیوب، ویدئویی با دکتر جیمز گریم و دانشگاه ناتینگهام